# Distaghil Sar
El Disteghil Sar o Distaghil Sar és la muntanya més alta de la subserralada Hispar Muztagh, del Karakoram, que es troba a Gilgit-Baltistan. És la 19a muntanya més alta de la Terra (7.885 m). Consta de tres cims: (nord)oest 7.885m, central 7.760 m, i (sud)est 7.696m o 7.535m.

## Ascensions
El Distaghil Sar (7.885 m) va ser escalat per primera vegada l'any 1960 per Günther Stärker i Diether Marchart, membres d'una expedició austríaca dirigida per Wolfgang Stefan. Tres anys abans ho intentà una expedició britànica. El 31 de juliol de 1982 Ramón Biosca i Jaume Matas, components d´una expedició catalana, efectuen la segona ascensió al cim. Des de llavors, tot i que s´han fet alguns intents, l'any 1992 també per la ruta original de la cara sud i, per la cara nord els anys 1988 i 1998, encara no s´ha tornat a repetir cap ascensió al cim.